# Le Défi des flèches
Pour plus de détails, voir Fiche technique et Distribution.
Le Défi des flèches (Arrow in the Dust) est un film américain réalisé par Lesley Selander, sorti en 1954.

## Fiche technique
- Titre original : Arrow in the Dust
- Titre français : Le Défi des flèches
- Réalisation : Lesley Selander
- Scénario : Don Martin d'après le roman de L.L. Foreman
- Photographie : Ellis W. Carter
- Musique et direction musicale : Marlin Skiles
- Montage : William Austin
- Pays d'origine : États-Unis
- Format : Couleurs - 1,85:1 - Mono
- Genre : western
- Date de sortie : 1954

## Distribution
- Sterling Hayden : Bart Laish
- Coleen Gray : Christella Burke
- Keith Larsen : Lieutenant Steve King
- Tom Tully : Crowshaw
- Jimmy Wakely : Private Carqueville
- Tudor Owen : Tillotson
- Lee Van Cleef : Tillotson Henchman
- Carleton Young : Major Andy Pepperis

Acteurs non crédités
- Iron Eyes Cody : Chef Rasacura
- Artie Ortego : Passager du train
- Sheb Wooley : Soldat